# Glaustin da Fokus
Glauskston Batista Rios (Goiânia, 22 de dezembro de 1973) é um empresário e político brasileiro, filiado ao Podemos (PODE).
Em 2018, foi eleito deputado federal por Goiás com 100.437 (3,31%) dos votos válidos, e foi reeleito deputado federal em 2022 com 117.981 (3,42%) dos votos válidos.